# Казаков Руслан В'ячеславович
Руслан В'ячеславович Казаков (3 жовтня 1980 — 18 березня 2014) —  російський військовий, який загинув під час окупації Криму в 2014 році. Участник штурму 13-го фотометричного центру ЗСУ у Сімферополі. Перший убитий окупант у російсько-українській війні.

## Біографія
Навчався у Нагольненській середній загальноосвітній школі. Проходив строкову службу у прикордонних військах на території Дагестану в 1998-2000 роках, брав участь у Другій чеченській війні. Після продовжив службу за контрактом у Чечні, в комендатурі Жовтневого району міста Грозний.
Звільнився у запас 2006 року у звані старшого лейтенанта, після чого вступив у козацьке товариство «Станиця Пластунська» Всевеликого війська Донського, активно займався спортом. Працював у міліції до 2010, а потім у ПОП «Альфа-М». Одружився після звільнення в запас, у шлюбі народилися двоє синів.
16 березня 2014 року на запрошення кримської окупаційної влади прибув до Сімферополя у складі групи з 35 нереєстрових козаків-добровльців для забезпечення безпеки під час проведення псевдореферендуму. 
Загинув 18 березня під час штурму 13-го фотограмметричного центр російськими військовослужбовцями. Штурмом керував Ігор Гіркін. Виникла коротка перестрілка, під час якої товариш по службі Казакова, рядовий Олександр Юкало з 10-ї козацької роти, був поранений cнайпером. Руслан кинувся рятувати товариша, але сам отримав смертельне поранення.
Під час штурму з українського боку загинув прапорщик ЗСУ Сергій Кокурін, який був на спостережній вежі автопарку. В нього влучили дві кулі калібру 5,45 мм із автомата АК-74. Ще один військовослужбовець, капітан Валентин Федун, був тяжко поранений. Ще один український військовослужбовець отримав тяжкі травми голови та ніг від ударів арматурою.
Прощання з Русланом Казаковим відбулося 22 березня у сімферопольському Будинку офіцерів. 24 березня Руслана Казакова було поховано з військовими почестями в рідному хуторі. На його могилі було встановлено пам'ятник.

## Нагороди
Отримав декілька нагород, серед яких:
- Медаль «За повернення Криму»
- Орден Мужності
- Медаль «За військову доблесть» 2-го ступеня
- Медаль Жукова
- Медаль Суворова